# Neil Postman
Neil Postman (New York, 1931. március 8. – New York, 2003. október 5.) amerikai író, média teoretikus és esztéta, aki legismertebb könyvével, az Amusing Ourselves to Death (Halálra szórakoztatjuk magunkat) című kötetével vált ismertté 1985-ben. Személyét több mint 40 évig a New York-i egyetemmel hozták kapcsolatba. Postman humanista volt, aki hitt abban, hogy a modern technológiai vívmányok sosem helyettesíthetik az emberi értékeket.

## Élete
Postman New Yorkban született és élte le élete legnagyobb részét. 1953-ban a New York-i állami egyetemen, Fredoniaban szerezte meg egyetemi diplomáját. Ugyanitt számos évig kosárlabdázott. Mesterszakos diplomáját 1955-ben, majd doktori rangját 1958-ban szerezte a Columbia Egyetemen. 1959-ben a New York-i egyetemen oktatni kezdett. 1971-ben a New York-i Steinhardt Oktatási Intézményben megalapította a médiakörnyezet képzést, ahol egyetemi professzori státust egyedül ő szerzett 1993-ban. 2002-ig a Kultúra és Kommunikáció Tanszék elnöke. Diákjai között volt Paul Lavison, Joshua Meyrowitz, Jay Rosen, Lance Strate és Dennis Smith is. 2003. október 5-én tüdőrákban halt meg Queensben.

## Munkássága
Élete folyamán Postman 18 könyvet és több, mint 200 cikket publikált olyan folyóiratokban, mint a The New York Times, The Atlantic Monthly, Harper’s, Time Magazine, The Saturday Review, The Harvard Education Review, The Washington Post, Los Angeles Times, Stern és a Le Monde. Szerkesztője volt a negyedévente megjelenő ETC folyóiratnak (S. I. Hayakawa alapította 1943-ban). A The Nation folyóirat szerkesztői stábjának is tagja volt.

## Amusing Ourselves to Death
Postman legismertebb könyve az Amusing Ourselves to Death (=Szórakozzuk magunkat halálba), melyet 1985-ben publikált. Ez a mű egy történelmi elbeszélés, amiben sajnálatát fejezi ki az iránt, hogy az írásos kommunikációt felváltotta a televízió által nyújtott kommunikációs közeg. Postman amellett érvel, hogy a televízió összekeveri a komoly problémákat a szórakozással, magatartása aláássa a politikai diskurzusokat azáltal, hogy kevesebb eszmét és több képmást tár a néző elé. Postman azt is állítja, hogy a televízió nem hatásos módja a tudás terjesztésének, hiszen csak top-down információáramlásra képes, mely helyett interaktív tudásátadásra lenne szükség, mely Postman szerint szükségszerű a tudás elsajátításának érdekében. Az információ és az emberi válaszok közötti kapcsolatokra, mint „információ-akció arány”-ra utal.
A média teoretikus Marshall McLuhan ötleteiből merít ihletet, s amellett érvel, hogy a különböző médiumok különböző tudás közlésére alkalmasak, valamint kifejti, hogy az orális, írott és televíziós kommunikációs közeget preferáló kultúrák különböző módon értékelik és továbbítják az információt. Azt is állítja, hogy a 19. századi Amerika volt a racionális érvelés csúcsa, az „age of reason” (értelem kora), amikor is a nyomtatott szó volt a legdominánsabb kommunikációs médium. Ebben az időben bonyolult érveket lehetett közölni túlegyszerűsítések nélkül. Az Amusing Ourselves to Death-et nyolc nyelvre fordították le és 200 000 példányt adtak el világszerte.

## Technopoly
Az 1992-ben írt könyvében, a Technopoly : the Surrender of Culture to Technology (=Technikaállam : a kultúráról való lemondás a technológia javára), Postman a „Technopoly” szót úgy definiálja, mint egy társadalmat, amelyben a munka és gondolkodás legfontosabb, s talán egyetlen célja nem más, mint a gazdaságosság elérése, ahol a technológiai számítások minden szempontból az emberi ítélőképesség felett állnak, s ahol a polgári viszonyokat szakemberek képesek leginkább igazgatni. Postman amellett érvel, hogy az Amerikai Egyesült Államok az egyetlen állam, amely már technopoly-vá fejlődött. Azt is állítja, hogy az USA-t elárasztották a technológiapártiak, akik nem veszik észre a technológia hátrányos oldalát. Ez a vakság veszélyes szerinte, mivel a technológiapártiak a technológia további fejlődését akarják, s ezzel együtt több információt is. Habár Postman azt is állítja, hogy képtelenség azt állítani, hogy a technológiai innovációknak csak egyoldalú hatása van. Az állandóan növekvő, és bárki által elérhető információ mennyiségnek köszönhetően Postman amellett érvel, hogy az információ szemétté vált, nem csak azért, mert képtelen megválaszolni a legalapvetőbb emberi kérdéseket, hanem, mert aligha képes koherens irányt adni e világi problémák megoldása felé.
Egy 1996-os interjúban Postman újra hangsúlyozta a saját maga által alkotott megoldást a techopoly-val szemben: történelmi tudást kell átadni a gyermekeknek, ezen felül még a társadalmi hatásokra és a technológia pszichológiai elfogultságára, hogy a jövő generációja olyan felnőttek közösségévé válhasson, akik használják a technológia vívmányait és nem használva vannak a technológia által.
Postman véleményét kritizálták sokan s Ludditának is nevezték radikális véleménye miatt, annak ellenére, hogy az Amusing Ourselves to Death c. művének befejezésében azt írta, hogy nem szabad becsapnunk önmagunkat abszurd eszmékkel, mint ahogyan azt a teljes Luddita szemléletmódban megfigyelhetjük.

## Az oktatás vége: az iskola értékének újraértelmezése
Postman szerint a társadalom kritikus állapotban van, ezért hátat fordított a médiának és a hangsúlyt az oktatásra helyezte. Postman azt állította, hogy az oktatás szellemi töltet nélkül (vagy ahogy ő fogalmazott: mítosz vagy narratíva nélkül, mely megtart és motivál) céltalan oktatás. Postman kemény véleményt fogalmaz meg az iskolák demokratikus funkciójáról, ahol különböző nézetek élnek együtt, hogy segítségünkre legyenek az egyesítésünkben. Postman meglátása szerint a multikulturalizmus egy szeparatista mozgalom, ami tönkreteszi az amerikai egységet, de ugyanekkor Postman támogatja a változatosságot, fontos faktornak tartja az oktatáson belül, történelmi, kulturális és nyelvi szinten is. Postman megkísérel új filozófiákat megalkotni, hogy segítse az oktatást és, hogy alternatív hangot adjon neki.

## Az oktatásban
1969-70 között Postman együttműködött a New Rochelle (NY) városában oktató reformpedagógussal, Alan Shapiróval, hogy kifejlesszék egy olyan iskola modelljét, mely a Teaching as a Subversive Activity (=Tanítás mint egy aknamunka) c. könyvben megfogalmazott elveken alapszik. Ezen együttműködés eredménye volt a "Program for Inquiry, Involvement, and Independent Study" (=Program az érdeklődésért, bevonódásért és független tanulásért) a New Rochelle-i középiskolában. Ez a kísérleti iskola 15 évig működött. A rákövetkező néhány évben számos hasonló elveket valló programot alapítottak más amerikai középiskolákban. Jelenleg is e program szerint oktatnak a Green Neck (NY)-i Village School-ban.
Egy 1995-ös televíziós műsorban meginterjúvolták Postmant, ahol nemtetszését fejezte ki az iskolákban való számítógép használat iránt. Véleménye szerint az iskola egy olyan hely, ahol a diákok együtt kell, hogy tanuljanak, mint egy együttműködő csapat és, szerinte az iskolát nem szabadna individuális tanulásra berendezni. Postman aggodalmát fejezte ki az iránt, hogy a számítógép gátolni fogja az embereket a társadalomba való beilleszkedésben.

## Fordítás
- Ez a szócikk részben vagy egészben a Neil Postman című angol Wikipédia-szócikk fordításán alapul.  Az eredeti cikk szerkesztőit annak laptörténete sorolja fel. Ez a jelzés csupán a megfogalmazás eredetét és a szerzői jogokat jelzi, nem szolgál a cikkben szereplő információk forrásmegjelöléseként.